# Basili II de Moscou

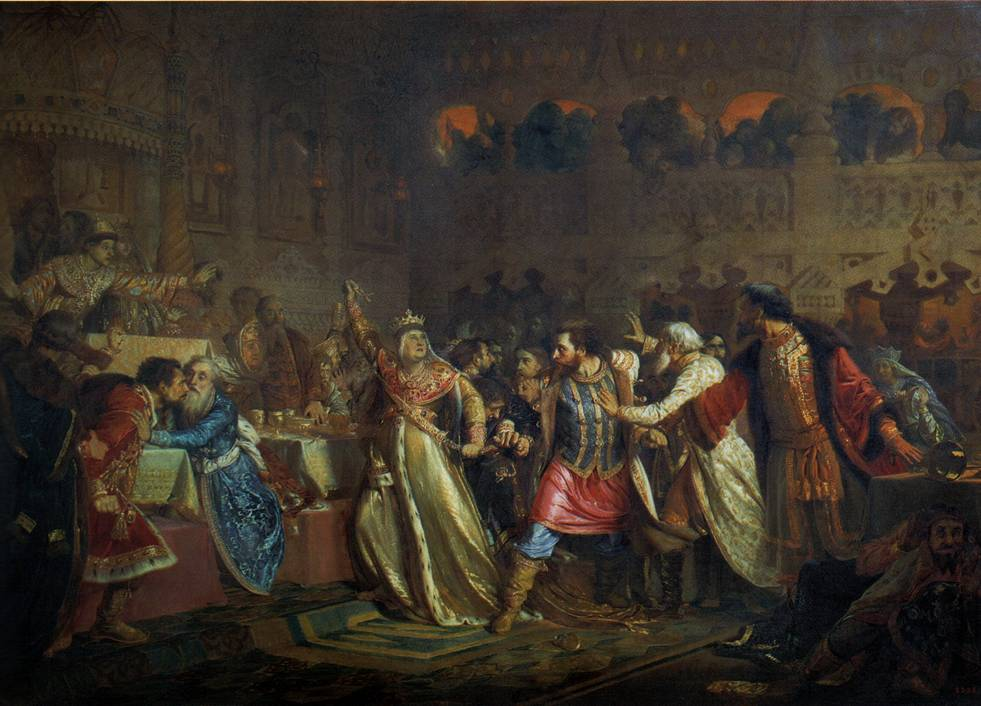
Basili II al seu casament, al mig de la pintura amb la mà dreta alçada i la corona

Vassili Vassílievitx "Tiomni" (Moscou, 10 de març de 1415 - Moscou, 27 de març de 1462). Fill de Basili I Dmitríevitx, Gran Príncep de Moscou fins al 1425, i de Sofija Vytautaite, princesa de Lituània fins a la mort del seu pare, Vytautas el Gran. Regnà el principat de Moscòvia de 1425 fins a la seva mort, cosa que el va convertir en el més longeu en el tron fins al moment.

## L'inici del regnat
Com era normal en aquella època, es va quedar orfe de pare als 10 anys de vida (i més normal era en aquest cas puix que nasqué quan Basili I tenia 44 anys) i, per tant, va haver de fer de Príncep de Moscou. En ser tan jove, es convertí en el primer governador del territori que va córrer perill de ser deposat per membres de la seva família.
Tot començà quan, el 1430, tot complint un lustre de poder, l'avi matern de Basili II, Vytautas el Gran morí. Fou l'instructor del nen i el seu protector enfront dels familiars malintencionats que semblava que li volien arrabassar el poder. Després de la mort de l'avi que dominava Lituània, Basili II havia d'assumir la totalitat de poders que el seu títol atorgava. Per això havia de demanar adés permís al kan de l'Horda d'Or, en aquells temps, Ulugh Muhammad Khan (1428-1433), per motius essencialment burocràtics, ja que mai no va tenir problemes cap avantpassat de Basili.

## La pugna pel tron de Moscòvia entre familiars
El moscovita, després de viatjar a l'Horda d'Or, obtingué la llicència per governar el principat, però el kan molt aviat mostrà reticències al seu govern: per exemple, no li agradava gens les astutes, àdhuc enganyoses polítiques del príncep de Smolensk (subaltern del Gran Príncep de Moscou) i boiar (una equivalència al noble o aristòcrata català) moscovita Ivan Vsevolzhsky; sense aquest suport, a Basili II se li estaven complicant les coses, ja que tampoc tenia cap instructor. Tot empitjorà el 1433 quan, per altra banda, Yuri II de Zvenigorod, el príncep de Galich-Mersky l'atacà. Aquest home, ni més ni menys que era el seu oncle i, juntament amb els seus fills, Basili el Guerxo (Kosoy, en rus) i Dmitri V Shemyaka de Gallicia estaven disposats a derrocar Basili II; Aquest, (el 1433), va ser l'any de l'inici de la Gran Guerra civil moscovita, que es dividia en dos bàndols: els afins a Basili II i els partidaris del seu oncle, de tendències més liberals, i es diu que, amb afany d'iniciar una línia de desenvolupament del país pre-capitalista.

### El primer rival: Yuri de Zvenigorod
L'oncle Yuri va atacar directament la zona de Moscou i, segurament per interessos aliens al principat, Vsevolzhsky va fer de judes Iscariot amb Jesucrist i delatà Basili II dient a Yuri on s'allotjava.
Això acabà amb una derrota del jove dirigent moscovita a la seva ciutat, i la seva detenció a mans de les tropes de Yuri II de Zvenigorod. Amb això, el kan, també enemic de Basili, li retirà la llicència de governador de Moscou en detriment de Yuri, que ocupà el tron. Ja amb el poder, aquell mateix any indultà el seu nebot i el destinà a governar el poble de Kolomna. Ara la situació de Basili II era totalment diferent; essent probablement un home molt valent i intel·ligent, va consipirar contra Yuri allà on es trobava, i va reunir tots els insatisfets amb el príncep actual. El nebot de Yuri II de Zvenigorod començà a fer pressió al seu oncle i, aquest, en veure la inseguretat del seu tron, sumat a la quantitat d'enemics que havia adquirit, va decidir abdicar el mateix 1433 en favor de Basili II, i s'exilià al seu poble de la Rússia septentrional, on allà tenia totes les seves riqueses, basades en la vasta quantitat de sal i mineral.
Basili II tornà al poder amb la llicència del nou i darrer kan de l'Horda d'Or, Sayid Ahmad I abans de la desintegració d'aquest el 1435. El primer que feu ordenar Vassiliyevich en la Restauració fou deixar el boyard Vsevolzhsky cec. La missió fou tot un èxit.

### La continuació de la guerra amb els fills de Yuri
La guerra civil, però, només havia començat. La derrota asfixiant de Yuri feu continuar la lluita per part dels seus fills, Basili el Guerxo i Dmitri Shemyaka. El 1434, després de la mort sobtada de Yuri, Basili el Guerxo i el seu exèrcit entraren al Kremlin de Moscou, i el primer s'autoproclamà nou Gran Príncep de Moscou. Per altra banda, el seu germà es rebotà per l'individualisme del guerxo i intentà desbancar-lo del seu lloc al Kremlin. Les seves forces, però, eren del tot insuficients i per això, es va haver d'aliar amb Basili II, que també estava conspirant per la seva banda.
El 1435, Basili II i Dmitri Shemyaka feren fora del tron a Basili el Guerxo, i òbviament després del doble fracàs de la família de Yuri, es tornà a posar al capdavant del principat el fill de Basili I. Per segona vegada en el seu mandat, aquest ordenà fructuosament que es capturés i es deixés cec a una persona, ara era el torn de Basili el Guerxo, per acabar d'adobar la peculiaritat que tenia, que donava sobrenom a la seva persona.
El 1435, amb la segona reposició de Basili II, no s'acabaven els maldecaps per aquest, sinó que s'obria un altre capítol. Com hem dit, és l'any de la desintegració de l'Horda d'Or mongol en cinc: el Kanat de Sibèria, el de Kazan, el d'Astrakhan, el de Crimea i el Gran Orde (que era el territori sobrant dels altres quatre).

## Els altres rivals: els tàrtaro-mongols
A priori, fou una desintegració favorable a Basili, ja que cap d'aquells cinc kanats semblava arribar al potencial de Moscòvia quant a territori. Nogensmenys, el 1439, fou atacat pel Kanat de Kazan (tàrtar), que ni més ni menys estava encapçalat per l'antic kan del desapareguda Horda d'Or, Ulugh Muhammad Khan, que va ser el qui li retirà la llicència de Gran Príncep de Moscòvia el 1433 a Basili II, en detriment de Yuri II de Zvenigorod.
Aquesta vegada, però, no tenia òbviament la mateixa força que quan dominava tot l'Horda d'Or. Igualment, obligà Basili a fugir de la capital (1439). Des de fora, precàriament governava el principat, encara que potser ho feia més relaxadament, ja que el 22 de gener de 1440, junt amb Maria de Borovsk, la seva dona des del 8 de febrer de 1433, tingueren un fill, a qui l'anomenaren Ivan. Pels seus contemporanis, aquest bebè seria conegut amb el "modest" nom d'Ivan el Gran; però de moment, només era un bebè.
A l'exili, Basili hagué de tornar a conspirar i reunir exèrcits per tornar a conquerir Moscou, cosa que provà el 1445. Ell mateix encapçalà l'exèrcit que havia de portar a la mort a Ulugh Muhammad Khan. Dissortadament per Vassiliyevich, tot li sortí ben al contrari del que havia previst, i concretament en la batalla de Súzdal, prop del monestir de Yefimyev, no només fou derrotat, sinó que el 7 de juny fou empresonat pel tàrtar.
Aquest, hàbilment, demanà una recompensa als moscovites per alliberar el seu príncep, i l'1 d'octubre del mateix any aquesta es feu efectiva. Ulugh Muhammad Khan havia aconseguit el seu objectiu: treure un grapat de diners de la campanya, encara que posem en dubte que els fes servir, ja que morí pocs dies abans o després de rebre els diners de Moscou. Després d'això, els tàrtaro-mongols ja no es preocuparen gaire més dels afers del principat, encara que havien deixat una situació bastant pintoresca: durant els mesos que Basili II havia estat empresonat, Ulugh Muhammad Khan ordenà a Dmitri Shemyaka que manés el principat, ja que ell no hi estava gens interessat. Shemyaka era, sens dubte, el cosí de Basili II que es va aliar amb ell per derrocar Basili el Guerxo, que com hem explicat, a hores d'ara li dirien el cec.

## El torn del cosí Dmitri i la mort d'aquest
Quan Basili II fou lliure, volgué recuperar el tron, però com era d'esperar, Dmitri Shemyaka encara recordava el que li havia fet al seu germà també de nom Basili, i ordenà que el deixessin cec i el fessis exiliar-se. Dit i fet, Basili Vassiliyevich es quedà sense vista i s'exilià a Uglich el 1446. D'aquest esdeveniment li ve el sobrenom "Tyomniy", que en rus vol dir cec, o més concretament, "veient la foscor".
Aquest, però, no quedà del tot invalidat per lluitar com el seu cosí o el traïdor seu el 1433, Ivan Vsevolzhsky, i esperà el seu torn. Dmitri Shemyaka cometé un error clavat al del seu pare, quan, mesos després, en veure l'estima que tenia la gent moscovita per Basili, el feu tornar de l'exili col·locant-lo com a governador de la regió de Vologda. Allà, no trigà massa temps a brodar una bona conspiració contra el vigent príncep de Moscou, i ràpidament, amb l'ajuda de tots els contraris al règim, el derrocà i es tornà a adjudicar el tron.
Aquesta victòria sobre els descendents de Yuri, es feu del tot definitiva anys després, quan a la dècada dels anys 1450, Basili II conquerí el territori on ell mateix visqué exiliat uns mesos el 1446, que es deia Galich-Mersky. Casualment, allà també havia estat exiliat Dmitri Shemyaka, que fins al moment s'havia lliurat de què l'enceguessin. Immediatament, fou detingut i vilment l'enverinaren tot fent que acabés els seus dies allà. Els fills d'aquest, que també estaven exiliats a Galich-Mersky, es traslladaren in extremis a Lituània, on segurament defalliren pavorosament ocults esperant la mort. Amb aquest capítol, deixà fora tota la branca familiar de Yuri II de Zvenigorod de la pugna pel tron moscovita, però, és possible que d'haver guanyat Yuri (més liberal, amb idees proto-capitalistes) s'hagués pogut evitar la política conservadorista gairebé tirànica dels Romanov fins al segle XX?

## La política interior del príncep
Després d'acabar-se la guerra successòria el 1446, Basili II no s'ho pensà dues vegades i eliminà gairebé totes les cessions de poder que solien fer els Grans Prínceps de Moscou, amb les quals decretaven governadors a les regions que integraven el gran principat. La intenció era que mai més sortís un altre Ivan Vsevolzhsky amb capacitat de trair-lo. Així doncs, els principats de Súzdal, Novgorod, Nijni Nóvgorod, Vyatka i Pskov entre d'altres, perderen una part de la capacitat d'autogovern que tenien, en detriment de la gran Moscòvia, havent de reconèixer que Basili II era el seu mandatari.

## Basili dona personalitat a l'Església Ortodoxa Russa
Per altra banda, els esdeveniments que segons molts historiadors feren canviar d'edat s'estaven succeint; les acaballes de l'Imperi Romà d'Orient relaten com van començar a rebre una forta pressió militar de part dels otomans (musulmans). Els ortodoxos de Constantinoble (que, per cert, incloïen Grècia), com a sortida desesperada decidiren en el Concili de Basel-Ferrara-Florència (1431-1445) aliar-se amb els catòlics dent el gest de reconèixer l'autoritat papal (6 de juliol de 1439).
La Rússia Ortodoxa, encapçalada per Basili II, no va acceptar aquestes prerrogatives desesperades més formals que efectives (ja que el poble bizntí estava en desacord d'aquest decisió), i va moure fitxa. El 1448, Basili II nomenà com a Metropolità de Rússia (cap de l'Església Ortodoxa Russa) el bisbe Jonah, la qual cosa era equivalent a declara la Independència de l'Església Ortodoxa Russa del Patriarcat de Constantinoble. Al príncep de Moscou li sortí bé la jugada, ja que Constantinoble i per extensió, l'Imperi Romà d'Orient caigueren el 29 de maig de 1453 a mans de Mehmet II de l'Imperi Otomà, i així la reputació de l'Església Russa i la seva influència s'expandiren sobre la resta d'estats ortodoxos.

## Els últims anys de Basili II
Després d'aquest gran moviment en la història moderna de les religions, Basili II dugué a terme una política més conservadora pertal d'acabar el seu regnat sense massa sobresalts. També va voler que fossin uns anys d'aprenentatge pel seu fill, de manera que governaren junts. Va signar el tractat de Yazhelbitsy en 1456 amb la delegació de la República de Novgorod encapçalada per l'arquebisbe Eutimi II i que limitava la capacitat de Novgorod de dirigir els seus propis afers exteriors i donava al Gran Príncep de Moscou més control sobre la ciutat.
En l'àmbit familiar de Basili II, el qual en tots els prínceps és clau per designar hereu i evitar-se una més que possible pugna, Vassiliyevich es casà el 1433 amb la filla de Yaroslav de Borovsk, Maria de Borovsk, amb la qual tingué vuit fills: Yuri de Moscou (1437-?), que pressumiblement morí prematurament, encara que no se sap del cert, el ja anomenat Ivan (1440-1505), Yuri (22 de gener de 1441-?), al qual li atorgà el principat de Dmitrov, una petita conquesta, Andrei (13 d'agost de 1446-?), al qual li entregà el conquistat principat de Galitsch-Mersky, per això passa a dir-se Andrei de Galitsch, la seva capital. També tingué ja amb 32 anys Simeó (1 de setembre de 1447-?), més tard Boris (21 de juliol de 1449-?), que es feu amb Volok, Anna (1451-?) i Andrei 4 d'agost de 1452), que heredà una ínfima part del poder amb Vologda, lògicament una regió subordinada a Moscou.
El 1462 el vigent príncep de la Moscòvia morí als 47 anys finalment deixant pas al seu fill Ivan al capdavant d'una corona, que de ben segur que transformaria molt.